# 오스트레일리아사냥개박쥐속
오스트레일리아사냥개박쥐속 또는 남부자유꼬리박쥐속(Ozimops)은 큰귀박쥐과에 속하는 박쥐 속의 하나이다. 오스트레일리아와 인도네시아, 파푸아뉴기니에서 발견된다.

## 특징
오스트레일리아사냥개박쥐속은 작고 뭉툭한 작은박쥐류로 전완장이 29~41mm이고 몸무게는 6~18g이다. 귀는 겉모습이 삼각형 모양이고, 가장자리가 둥글고 연결되지 않으며 2~4mm가량 분리되어 있다. 귀의 이주도 구석이 둥글고 안 쪽 바닥이 넓다. 대이주는 반원이거나 뚜렷하지 않은 형태를 띠고 귀 연결 부위 피부가 두껍다. 경계 상태에서 놀라면 귀가 측면으로 올라간다. 주둥이는 독특하게 넓고 볼록하며 끝으로 갈수록 가늘어진다. 주둥이 윗 부분은 짧고 고운 털로 덮여 있으며 짧은 콧수염이 듬성등성 나 있지만 근연종 털코자유꼬리박쥐에서 발견되는 더 긴 강모는 없다.
일부 종 특히 케이프요크자유꼬리박쥐의 예외를 제외하고, 치열은 1.1.2.32.1.2.3이다.

## 하위 종
- 베카리사냥개박쥐 (O. beccarii)
- 로리아사냥개박쥐 (O. loriae)
- 남부자유꼬리박쥐 (O. planiceps)
- 내륙자유꼬리박쥐 (O. petersi)
- 서부자유꼬리박쥐 (O. kitcheneri)
- 동부자유꼬리박쥐 (O. ridei)
- 북부자유꼬리박쥐 (O. lumsdenae)
- 케이프요크자유꼬리박쥐 (O. halli)
- 망그로브자유꼬리박쥐 (O. cobourgianus)